# Meria aurantiaca
Meria aurantiaca is een vliesvleugelig insect uit de familie Thynnidae. De wetenschappelijke naam van de soort is voor het eerst geldig gepubliceerd in 1837 door Guérin-Méneville.